# 道の駅阿久根

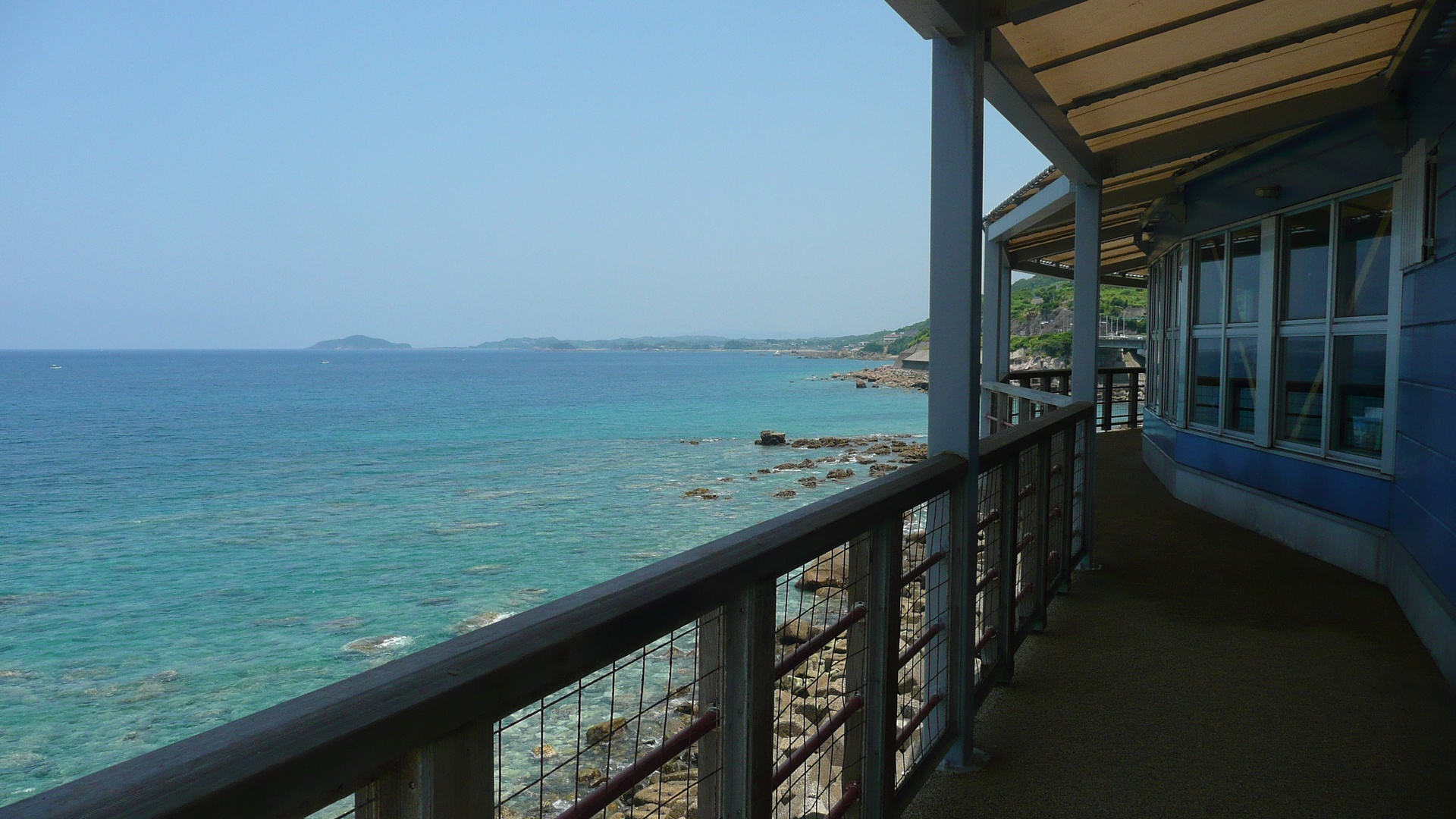
道の駅から東シナ海を望む

道の駅阿久根（みちのえき あくね）は、鹿児島県阿久根市にある国道3号の道の駅である。

## 施設
- 駐車場
  - 普通車：58台
  - 大型車：7台
  - 身障者用：2台
- トイレ（いずれも24時間利用可能）
  - 男：大 2器、小 7器
  - 女：4器
  - 身障者用：1器
- 公衆電話
- 公衆FAX
- レストラン（10:00 - 18:30（4月 - 10月）、10:00 - 17:30（11月 - 3月）
- 喫茶店（10:00 - 18:30（4月 - 10月）、10:00 - 17:30（11月 - 3月）
- 物産館

## 休館日
- 年中無休（レストランのみ年末年始）

## アクセス
- 国道3号 - 登録路線
- 肥薩おれんじ鉄道 薩摩大川駅より徒歩10分。

## 周辺
- 大川出張所
- 阿久根大島
- 番所丘公園